# Епму, Блез
Блез Епму Мендоу (фр. Blaise Yepmou Mendouo; род. 2 января 1985) — камерунский боксёр-профессионал, выступающий в первой тяжёлой и тяжёлой весовых категориях. Участник Олимпийских игр (2012) в любителях.

## Карьера
На чемпионате мира 2011 года в Баку участвовал в весовой категории свыше 91 кг. Во второй круг вышел за счёт дисквалификации чеха Доминика Мушила, однако проиграл в следующем круге украинцу Роману Капитоненко.
На Олимпиаде 2012 года выступал в весовой категории свыше 91 кг. На первом круге уступил марокканцу Мохамеду Арджауи (8-15).
Сразу после поражения в данном бою был в числе семи камерунских спортсменов, исчезнувших из олимпийской деревни.